# اتحاد منغوليا لكرة القدم
تأسس الاتحاد المنغولي لكرة القدم في عام 1959م وانضم إلى الاتحاد الدولي لكرة القدم في 1998م وانضم إلى الاتحاد الآسيوي لكرة القدم في 1998م.